# Xanım Hüseynova
Xanım Akif qızı Hüseynova (ur. 1 marca 1993) – azerska judoczka. 
Złota medalistka igrzysk paraolimpijskich w 2020 roku. 
Uczestniczka igrzysk europejskich w 2015. Startowała w Pucharze Świata w latach 2009, 2010, 2013 i 2015-2017. Srebrna medalistka igrzysk solidarności islamskiej w 2017 roku, indywidualnie i drużynowo. Druga na ME kadetów w 2009 roku.